# Steven Nelson
Steven Nelson (Warner Robins, Georgia, 22 de enero de 1993) es un jugador profesional estadounidense de fútbol americano que se desempeña en la posición de cornerback en Houston Texans, equipo de la National Football League (NFL).

## Carrera
Fue seleccionado en la tercera ronda en la Reunión Anual de Selección de Jugadores de la NFL de 2015. Hizo su debut profesional con el equipo Kansas City Chiefs, en el cual jugó cuatro temporadas (2015-2019), después pasó a Pittsburgh Steelers (2019-2021), posteriormente a Philadelphia Eagles (2021-2022), luego a Houston Texans, donde lleva jugando dos temporadas.